# Histoire de l'utilisation du musc

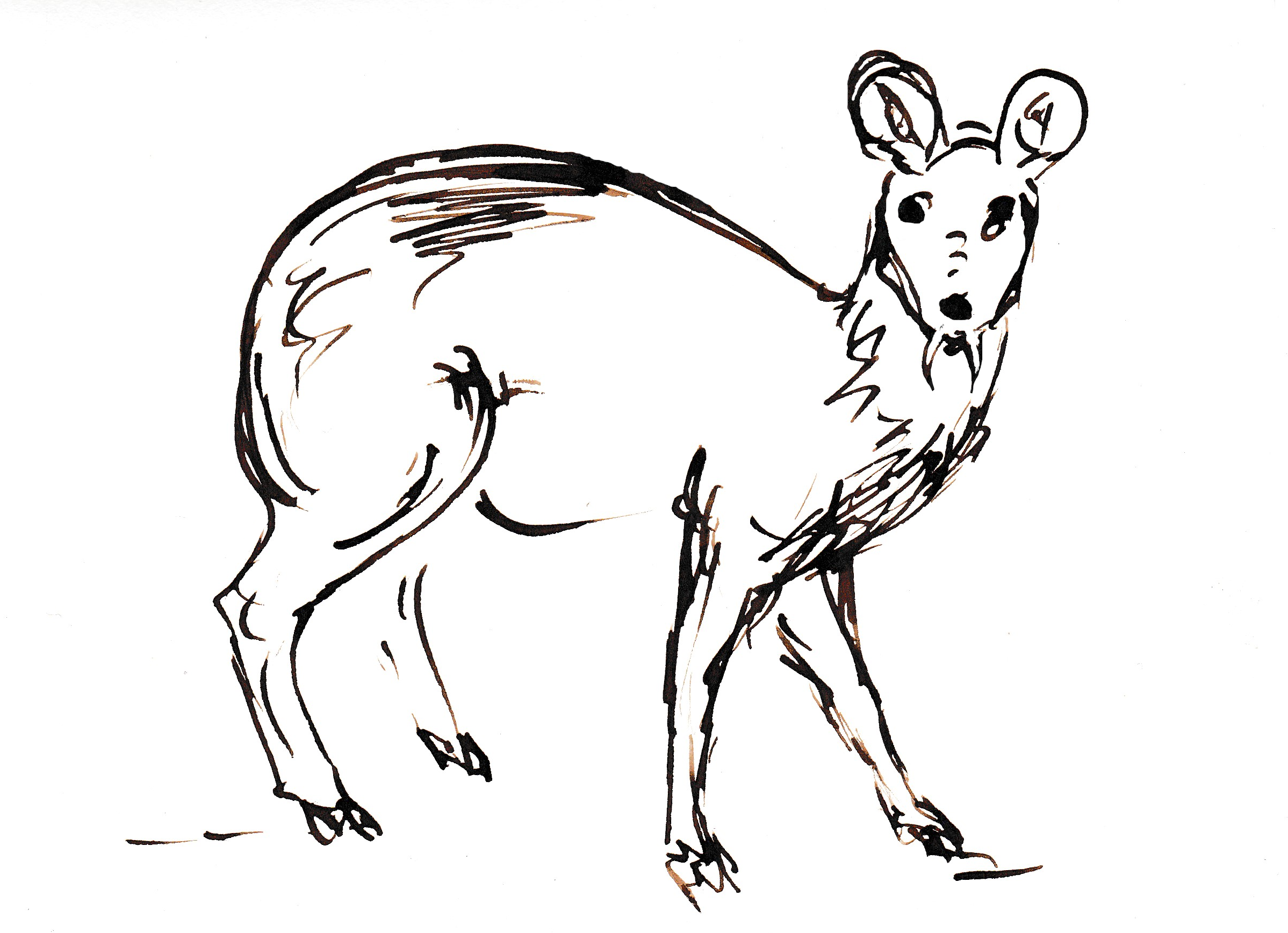
Chevrotain porte-musc (famille des Moschidés).

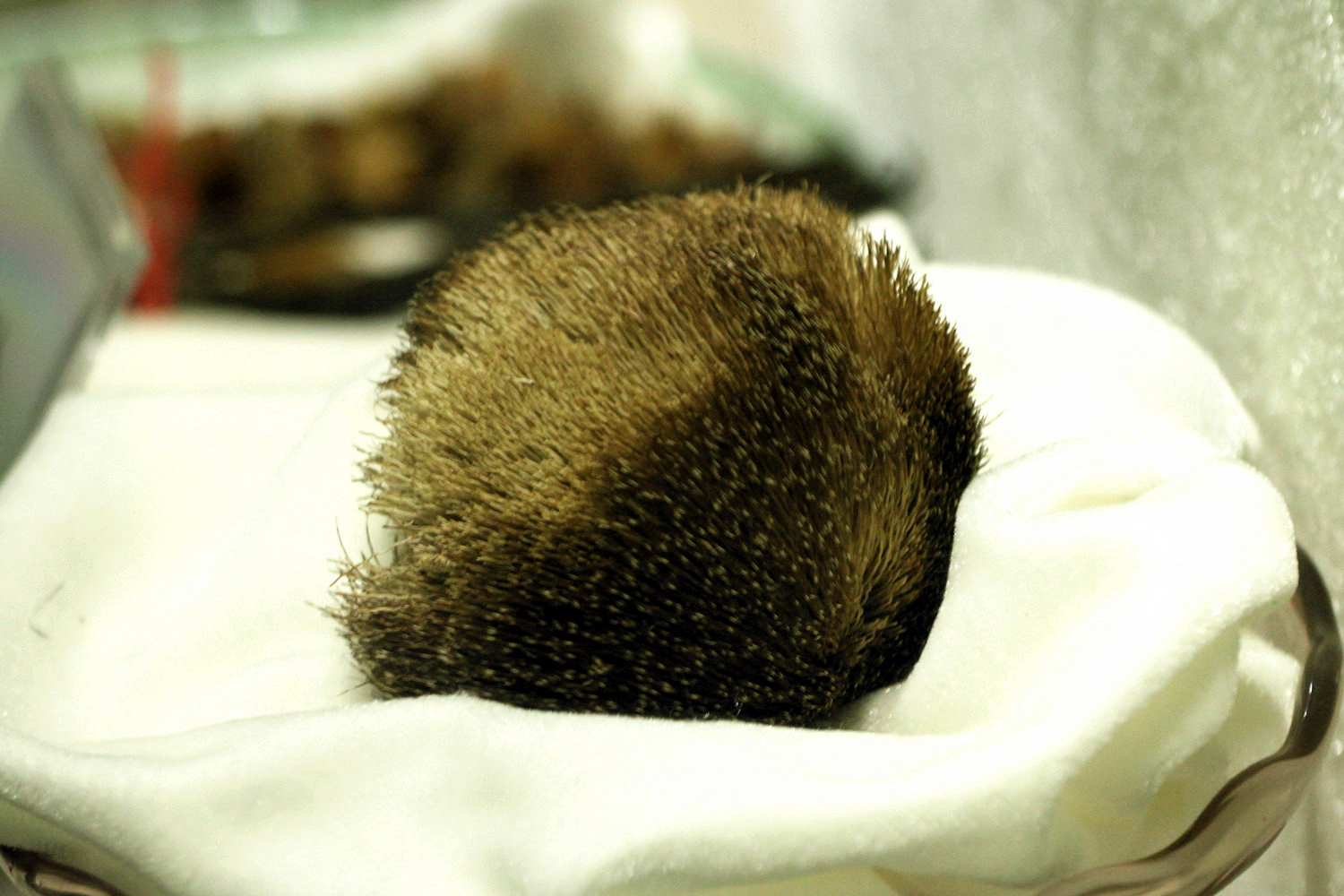
Poche de musc prélevée sur l’animal.

Le musc est une matière première animale odorante, secrétée par la glande prépuciale abdominale des chevrotains porte-musc mâles d’Asie (Sibérie, Chine, Himalaya). Son composant essentiel est la muscone, isolée en 1906 par le chimiste Heinrich J. J. Walbaum et décrite moléculairement vingt ans plus tard, en 1926, par Lavoslav Ružička comme 3-méthyl-cyclopentadécanone. D'autres espèces animales et végétales peuvent produire une substance qualifiée de musc, notamment la civette, le rat musqué, le castor (castoréum), l'érismature à barbillons, le canard musqué et le bœuf musqué et des plantes comme l’ambrette ou le nard. Le musc produit par les chevrotains porte-musc a toujours été considéré comme supérieur et c’est de son histoire que nous allons traiter.
Le musc produit par les chevrotains porte-musc est utilisé en Chine depuis l’Antiquité comme matière médicale capable de repousser les entités maléfiques responsables des maladies. Au cours des siècles, il a été de plus en plus utilisé comme substance odorante entrant dans les encens et les parfums. En Inde, autre région productrice, le musc fut utilisé à partir du IVe siècle en parfumerie et en médecine ayurvédique. Mais en raison de la profusion de substances aromatiques indigènes, l’Inde n’a jamais donné au musc l’importance qu’elle a attribué au santal, au calambac et aux fragrances florales.
L’usage du musc diffusa hors de son aire de production, chez les Sogdiens, les Perses puis les Arabes à partir du IVe siècle. Durant l’Âge d'or de l'Islam (VIIIe – XIIIe siècle), le musc est la substance aromatique la plus prisée. Il est utilisé dans l’encens et les onguents pour parfumer les lieux de séjour, les vêtements et la barbe des membres de la haute société. En médecine, il est apprécié pour ses propriétés stimulantes. Dans la religion musulmane, son rôle commence avec Mahomet qui s’enduisait de musc et le considérait comme le meilleur parfum.
L’introduction du musc en Europe occidentale ne se fera qu’à partir du XIIe siècle, en raison de l’effondrement de l’Empire romain d’Occident qui provoqua une régression culturelle au haut Moyen Âge. Connu comme tonique et stimulant, son usage médical s’est peu à peu amoindri au fur et à mesure des progrès de l’analyse pharmacologique. En Europe et Amérique du Nord, l’usage médical a fini par complètement disparaître au profit de l'usage en parfumerie et cosmétologie où progressivement il a été remplacé par le musc de synthèse.
Ce mouvement de bascule vers la parfumerie ne s’est pas produit en Asie où l’usage dans les médecines traditionnelles chinoise, indienne, japonaise et autres s’est poursuivi jusqu’au XXIe siècle. La forte demande de musc a mis en danger d’extinction les différentes espèces de chevrotains porte-musc. La Chine cherche à répondre à cette demande en mettant en place l’élevage en captivité de l’animal mais l’usage de musc de synthèse s’impose dans les produits cosmétiques et de parfumerie, particulièrement hors d'Asie.

## Étymologie
En français, le mot musc a été emprunté en 1256 au bas-latin muscus (IVe siècle), qui désigne la même substance animale odorante (ainsi que l'acception de chevrotain porte-musc la produisant). Ce dernier est un emprunt au grec μόσχος moskhos, emprunté lui-même du persan mušk, qui viendrait soit du sanskrit मुष्क muṣká ayant le sens de « testicule », en raison de la forme de la glande soit d’un terme iranien apparenté.
La première mention dans un texte latin de muscus avec la valeur de « musc » se trouve chez saint Jérôme (347-420), un moine traducteur de la Bible en latin, ayant longtemps séjourné en Terre sainte, contrée en relation avec la Perse et l’Arabie. Dans son traité Contre Jovinien, Jérôme considère les cinq sens comme la porte d’entrée de tous les vices et à propos de l’odorat, il mentionne le musc, un parfum suave qui « convient aux êtres débauchés et aux amants » (Hier. Adv. Iovin. 2,8,)
Le terme français musc, fait partie d’un grand groupe de mots ayant pour origine un mot moyen perse (pehlevi) mušk (dérivé d'un terme pour testicules). On y trouve en: persan muskh, arabe misk, ottoman et turc misk, arménien մուշկ mušk, syriaque mesk, grec μόσχος (moskhos), russe мускус muskus, latin muscus, puis moschus, anglais musk, italien muschio, allemand moschus, islandais moskus, géorgien მუშკი mushk’i, philippin musk, etc. Ces langues sont distribuées dans des familles différentes.
Par contre les termes employés pour désigner le musc dans les régions d’origine des chevrotains porte-musc n’ont pas diffusé hors de leur sphère culturelle avec la substance exportée. Le chinois 麝香 Shè.xiāng (morph. chevrotain.parfum) et ses synonymes sont d’usage dans l’aire culturelle chinoise. Le sanscrit कस्तूरी kasturi se retrouve naturellement dans les langues modernes de la même aire culturelle, comme l’hindi, le marathi, le bengali, malayalam, le cingalais, le télougou, le malaisien, etc. En tibétain, le chevrotain porte-musc se dit glaba et le musc glartsi, deux termes avec la même racine gla.
Les termes employés pour désigner le musc en chinois, tibétain, khotanais, sogdien et vieux turc ne sont pas reliés aux mots employés au Moyen Orient et Europe.

## Le musc en Chine

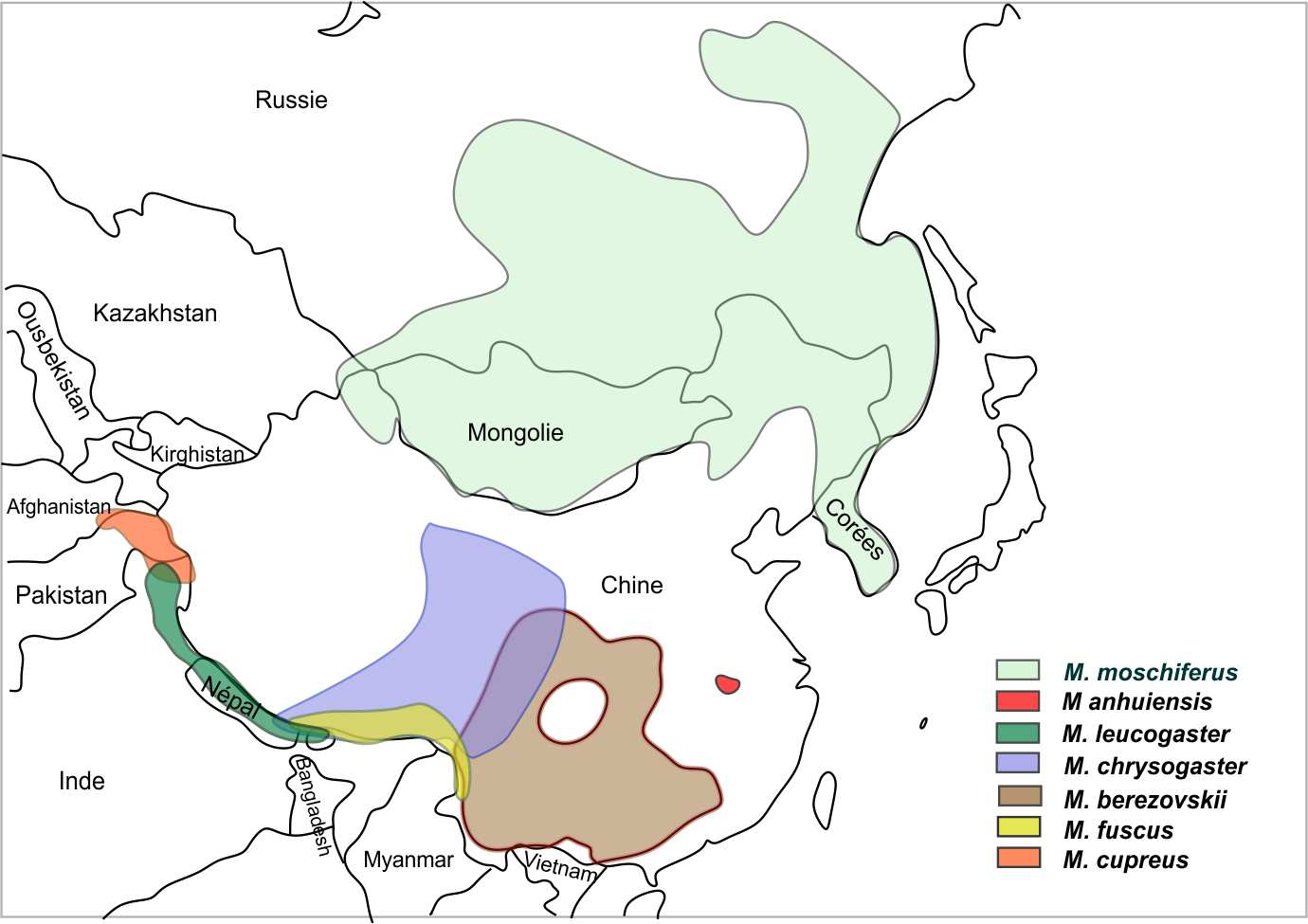
Carte de répartition des 7 espèces de Moschus

Tous les types de chevrotains porte-musc actuellement distingués ont des aires de distribution chevauchant le territoire chinois. Dès l’Antiquité, les chasseurs chinois n’ont pas manqué de remarquer que ces animaux émettaient une substance puissamment odorante nommée shèxiāng 麝香 (morph. « parfum de chevrotain ») qui avait toutes les qualités pour être utilisée comme médicament ou comme parfum.
Le plus ancien dictionnaire chinois, le Er ya (爾雅), composé dans les derniers siècles av. J.-C., très laconiquement indique « Père-musc, pieds glutineux » 麝父, 麕足 Shè fù, jūn zú,. La glose de Guo Pu (郭璞 ) explicite la métaphore : « Le pied est comme le riz gluant, parfumé ».

### Usages médicinaux
Le premier ouvrage de matière médicale, le Shennong bencao jing (sous les Han postérieur +25 ; +220), et qui a été reçu comme l’ouvrage fondateur de la pharmacopée chinoise, consacre une notice au musc qui va être constamment reprise jusqu’à l’époque contemporaine. C’est à cette époque qu’apparaît la « Voie des Maîtres célestes » Tianshi dao 天师道 qui appréhende « le corps dans sa dimension de temple sacré habité par les dieux et les démons ». La croyance aux démons a été longtemps profondément ancrée dans la culture chinoise et c’est très naturellement qu’elle se trouve chez les rédacteurs du Shennong qui manifestaient des préoccupations proches de celles des alchimistes taoïsants
« Le musc (shexiang 麝香) est amer et tiède. Utilisé pour écarter le qi maléfique et pour tuer les démons et les entités spectrales ; bon pour le paludisme chaud, le poison Gu, les attaques, les tétanies ; et pour se débarrasser des Trois Vers. Pris durant une longue période, il débarrasse du Xie néfaste, évite d’être éveillé par les rêves et cauchemars. Pousse dans le vallées et les montagnes » (Shennong,).
Le musc est présenté comme une drogue pour traiter les maladies provoquées par les êtres spirituels pathogènes comme le qi maléfique (eqi 恶气), les démons (gui 鬼), les entités spectrales (jingwu 精物), le poison Gu (蛊 vermine), les Trois vers (san chong 三虫) ou le Xie (邪 entité spirituelle menaçant la santé). Ce sont toutes des présences vivantes démoniaques, logées à l’intérieur du corps et responsables des maladies. Paul Unschuld qualifie ce savoir de « médecine démoniaque ».

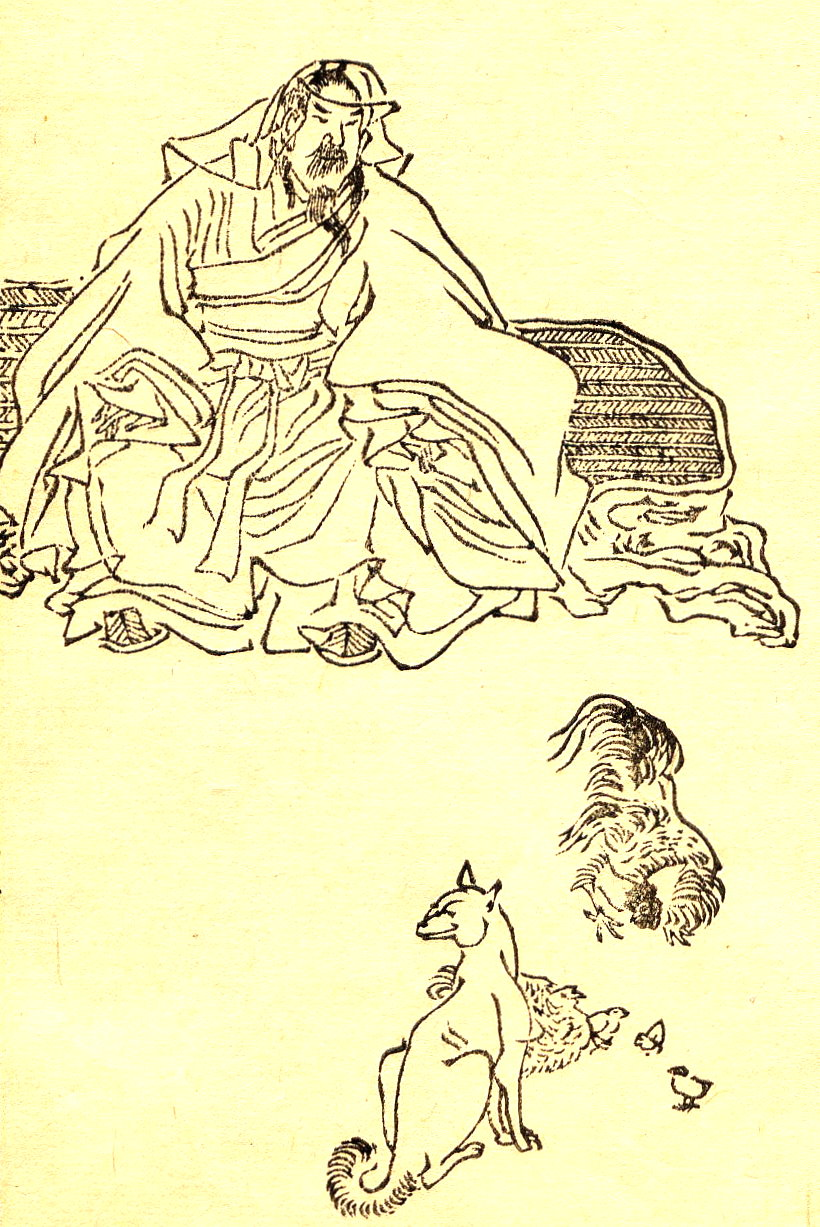
Ge Hong utilise le musc pour se protéger des dangers rencontrés en montagne

Mais le musc peut aussi écarter les dangers naturels qui opèrent à l’extérieur. Par exemple Ge Hong (283 – 343), le médecin lettré en quête d’immortalité, raconte dans le Baopuzi, comment celui qui suit la Voie doit aller vivre dans la montagne et alors s’exposer à de multiples dangers : une chute de rocher, une rencontre avec un tigre, un loup ou un serpent. Ge Hong propose en conséquence une multitude de moyens de se protéger :
« certains portent du gingembre sec et de l’aconit dans leur coude... D’autres portent à leur ceinture les pilules de réalgar de Wang Fangping, et d’autres placent des pilules de cérumen de sanglier et des pilules de musc sous leurs ongles de pieds. Toutes ces choses sont effectives. Les chevrotains porte-musc et les sangliers mangent des serpents, donc on peut les utiliser pour contrôler ces bestioles » (Baopuzi,,, chap.17, 8).
L’efficacité du musc peut s’expliquer par un principe de magie sympathique, le chevrotain porte-musc tue le serpent, donc par contagion le musc repoussera les serpents.
Environ 1 400 ans plus tard, le père J. B. Du Halde, jésuite du siècle des Lumières, rapporte la même croyance chez les paysans chinois, observée par les missionnaires. Il l’explique par l’odeur du musc qui assoupirait les serpents : « Cela [cette croyance] est si constant, que les paysans qui vont chercher du bois, ou faire du charbon sur ces montagnes, n’ont point de meilleur secret pour se garantir de ces serpents, dont la morsure est très dangereuse, que de porter sur eux quelques grains de musc. Alors ils dorment tranquillement après leur dîner. Si un serpent s’approche d’eux, il est tout d’un coup assoupi par l’odeur du musc & il ne va pas plus loin » (Description, 1735).

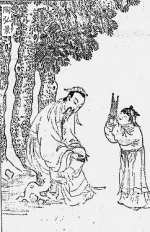
Tao Hongjing, ermite au mont Mao, établit un lien entre le musc et les serpents

Revenons un siècle après Ge Hong, avec le lettré Tao Hongjing 陶弘景 (452 - 536) lui aussi connu pour sa contribution à la pharmacopée et à l'alchimie taoïsante, qui élabore un peu plus l’idée d’une association du musc aux serpents. La consommation de serpents par le chevrotain porte-musc lui permet de produire son musc qu’il fait sortir d'une poche à l'extrémité du pénis avec ses pattes. Après avoir été récupéré par les hommes, il est ensuite enveloppé dans une peau de serpent.
Les idées de Tao Hongjing nous sont parvenues grâce à Li Shizhen 李时珍, qui au XVIe siècle, dans sa célèbre pharmacopée encyclopédique le Bencao gangmu, les présente en ces termes :
« [Tao] Hongjing. Le chevrotain porte-musc (麝 shè) a l’apparence d’un chevreuil mais en plus petit et de couleur noire. Il mange régulièrement des aiguilles de thuya (Platycladus) et dévore des serpents. Sa substance aromatique (香 xiang, musc) est à l’intérieur de la peau à l’extrémité du pénis, enveloppée dans une poche. Quand le musc est collecté le cinquième mois (lunaire), souvent il contient de la peau et des os de serpent. De nos jours, les gens enveloppent le musc dans une mue de serpent. Ils prétendent que ça accroît l’arôme, parce que [la mue et le musc] se stimulent l’un l’autre (彌 mi). En été, les chevrotains porte-musc mangent beaucoup de serpents et de vers/insectes (蟲 chong). Quand le froid arrive, leur substance aromatique est pleinement développée. Au printemps, ils ressentent une douleur aiguë au nombril et extraient [le musc] en se grattant avec leurs sabots ; ils le recouvrent d’excréments et d’urine. Ils font toujours ça au même endroit ; ils ne changent jamais. Une fois quelqu’un est allé à cet endroit et collecta le musc. Il y en avait un boisseau et cinq sheng (一斗五升). Son parfum surpasse grandement celui obtenu sur un animal mort. »(d’après la traduction en anglais de Paul Unschuld,).
Li Shizhen indique aussi que le musc provient de groupes ethniques non han, dits barbares : les Qiang et les Yi (羌夷) produisent le plus pur et le meilleur, alors que celui des Man (蠻), est de qualité inférieure. Il est souvent frelaté. 
La pharmacopée majeure de la dynastie Tang, Xinxiu bencao, 新修本草 (659) reprend tout le savoir traditionnel sur le musc et en particulier sa réputation d’éloigner les influences néfastes. « Il guérit toutes les influences et esprits maléfiques, les coups du mal, des douleurs soudaines au cœur et à l'estomac, un gonflement et une constipation rapides et le poison du vent ».

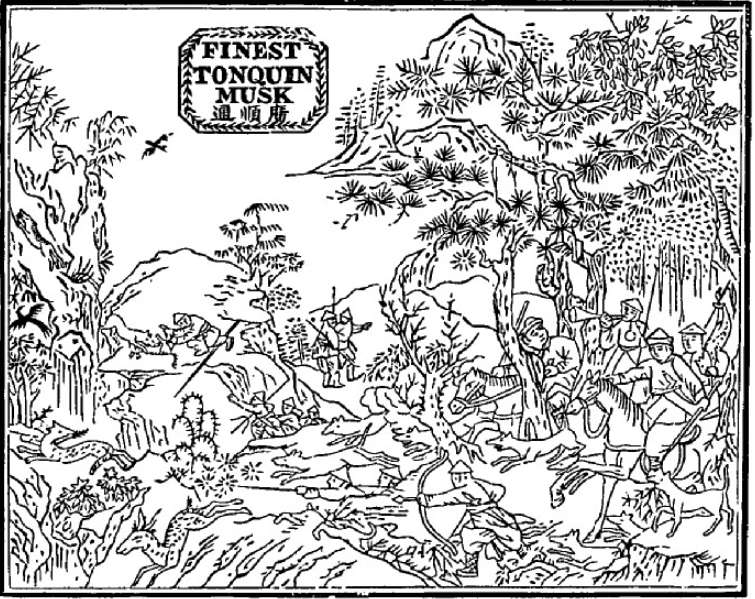
Scène de chasse aux porte-muscs

Pour les indications médicales au XVIe siècle, Li Shizhen affirme que le musc « éloigne le qi malin, tue les démons et les entités spirituelles, élimine les Trois Vers et le poison Gu (蠱毒 gudu). Il guérit le paludisme chaud et l’épilepsie ». Il procède ensuite par compilation (non critique) des nombreuses indications données par les textes médicaux antérieurs (Shennong bencao, Bielu, Tao Hongjing, Yao xing, Meng Shen, Wang Haogu). Le musc permet ainsi d’éviter les affections dues aux êtres démoniaques, de  guérir des maux dus au qi maléfique, de guérir de l’épilepsie de frayeur, d’éviter les fausses couches, d’expulser un fœtus mort, d’éviter les cauchemars, de guérir des morsures de serpents et autres bestioles venimeuses, de tuer les vers et bestioles de l’intestin, repousser le Gu qi, guérir du paludisme, ouvrir les méridiens, de traiter les attaques du vent (apoplexie)... entre autres. Ces catégories nosologiques proposent une représentation de la maladie de coloration magique, où le corps est possédé par quelque entité malfaisante qu’il importe de chasser grâce à la puissance odoriférante du musc.
Les sites médicaux en ligne actuels (en 2020)[Lesquelles ?] ou A+Medical Encyclopedia habillent le savoir traditionnel de la médecine chinoise, compilé depuis deux millénaires, d’un discours scientifique moderne fait d’analyses pharmacologiques, toxicologiques, et chimiques de la matière médicale, complétées d’informations zoologiques sur les chevrotains porte-musc. Ainsi, des études pharmacologiques chinoises ont montré que le musc pourrait avoir des activités anti-inflammatoires (Cao et Zhou, 2007) ou antitumorales (Zhang Y., Luo Y, ..., Wei L, 2009). Mais cette approche non critique se contente d’orner la savoir médical ancien de formulations scientifiques modernes, souvent non abouties, sans faire d’évaluation critique basée sur des essais cliniques de qualité, c’est-à-dire d'étude randomisée en double aveugle, comme les travaux de pharmacognosie le font sur la matière médicale issue de la tradition européenne. Le savoir médical chinois, marqué par une « tendance générale à l’accumulation non exclusive des notations » (Obringer, 1997) a simplement rajouté une nouvelle couche de nature scientifique aux couches traditionnelles, sans chercher une cohérence d'ensemble.

### Encens et parfums
Hors du champ médical, les propriétés odoriférantes du musc lui ont assuré certains usages dans le taoïsme et le monde profane. Le musc qui comme on l’a vu écartait les influences néfastes, pouvait faciliter une relation positive avec le royaume des Immortels. Le musc nourrit l’âme (po 魄), lit-on dans le Taiping Yulan 太平御览. Il est aussi utilisé dans les élixirs de longue vie.
Le musc est utilisé pour fabriquer de l’encens depuis le début de notre ère, sinon plus tôt. Des mécènes font des offrandes d’encens dans les monastères bouddhistes. Une formule de composition d’encens datant du premier siècle se trouve dans le Mozhuang manlu 墨莊漫錄 de Zhang Bangji 張邦基. Elle indique : calambac (chenxiang), costus (guangmuxiang), girofle, camphre, musc, miel et gruau de riz. Au cours des siècles suivants, le musc fait partie des composants de l’encens avec le bois de santal, le storax, l’onycha (en) et le camphre. Le Bencao gangmu (de Li Shizhen) indique un formule d’encens à l’onycha (jiaxiang 甲香), musc et calambac.
Dans le monde profane, le parfum du musc est associé aux femmes et à l’amour. Les femmes aiment se parfumer le corps de musc et l’odeur qui persiste sur l’amant lui rappelle sa nuit amoureuse.

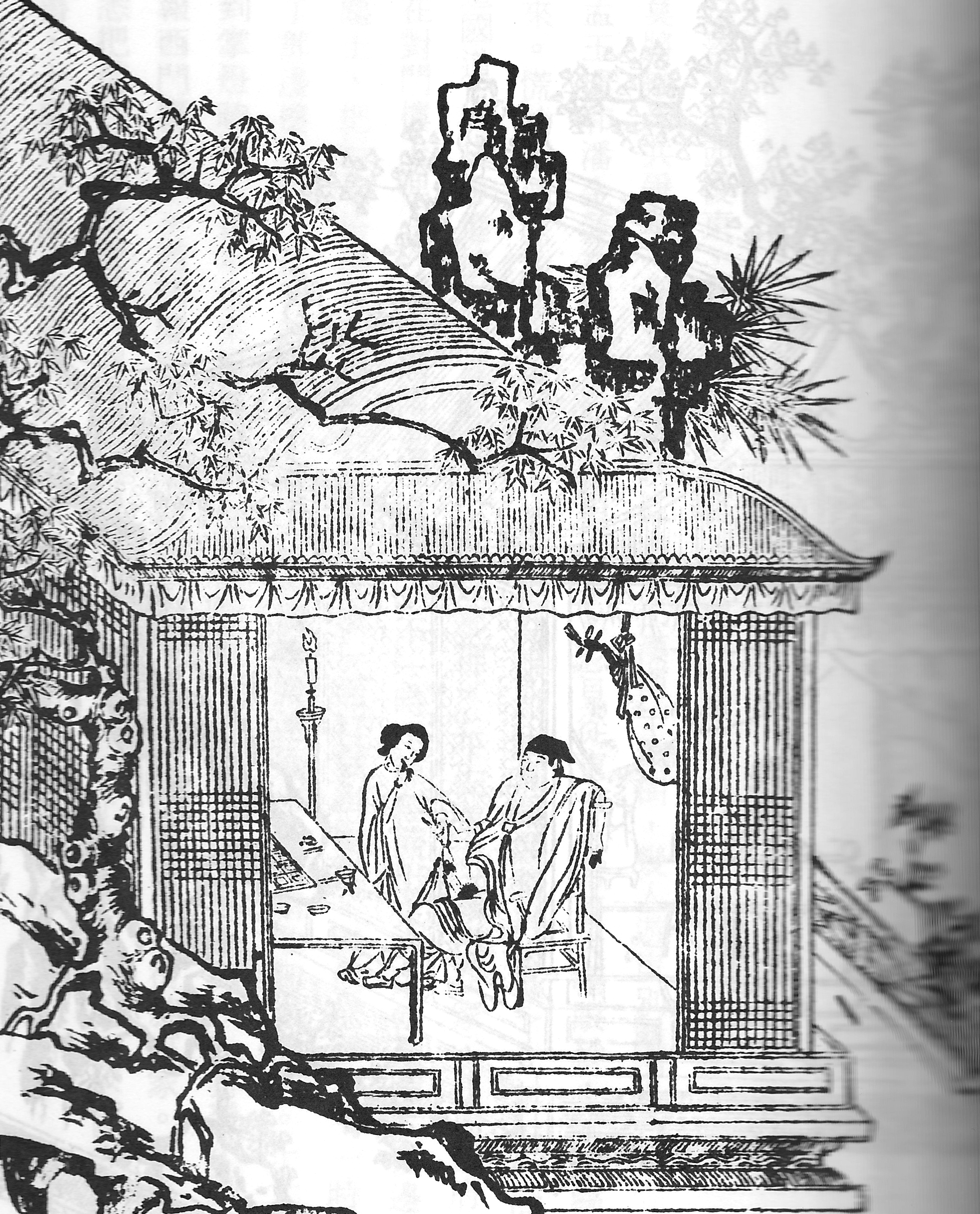
Couple amoureux, dans des effluves d’orchidée et de musc. (Illustration du Jin Ping Mei)

Le Jin Ping Mei (c. 1610), « La Fleur en fiole d’or », est un roman naturaliste datant de la dynastie Ming, sur la vie amoureuse d’un libertin et de ses épouses, concubines et servantes. C’est un roman sur la classe dirigeante de l’époque qui nous renseigne abondamment sur les soins corporels et les mœurs distingués de la haute société. Les effluves d’orchidée et de musc (蘭麝香飄 lanshexiang piao) évoque irrésistiblement tous les charmes de l’amante langoureuse et raffinée : « Aux rideaux de gaze flottent des effluves d’orchidée et de musc », l’amante au corps embaumant le musc,... « de sa bouche sortent des effluves d’orchidée et de musc » (Jin ping mei p. 24). Les amants après s’être défait de leurs vêtements, s’assoient côte à côte sur des « couvertures d’une soie la plus rare, parfumée d’orchidée et de musc » (p. 94).
Au début du XXe siècle, quatre types de musc étaient distingués selon leur provenance du Sud du Shaanxi, du Tibet, du Qinghai et du Sichuan.
L’usage des propriétés aromatiques du musc remonte à la dynastie Tang (618-907). Les lettrés, poètes et peintres anciens ajoutaient du musc à leur encre. La forte senteur repousse les insectes et permet une meilleure conservation du papier.

## Le musc en Inde

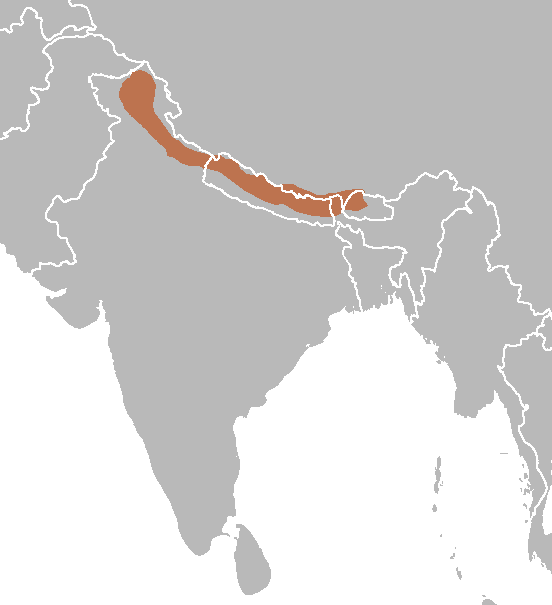
Distribution du Porte-musc à ventre blanc

Trois espèces chevrotains porte-musc vivent dans l’Himalaya indien et népalais : le porte-musc alpin (Moschus chrysogaster), le porte-musc à ventre blanc (Moschus leucogaster) et le  Moschus fuscus sur la frontière du Nord-Est. La source du musc se trouve donc à hautes altitudes, sur les marges montagneuses au nord-est de l’Inde du Nord.
Il est difficile de dater l’apparition du musc dans la littérature indienne. P. V. Sharma pense qu’il serait apparu durant la période de l’empire Gupta (320-550). Le poète Kālidāsa (IVe – Ve siècle) mentionne à plusieurs reprises le musc en association avec la montagne lointaine et mystérieuse de l’Himalaya.
La Grande Compilation (Bṛhatsaṃhitā), une encyclopédie en sanscrit du début du VIe siècle,  de Varahamihira, comprend un passage sur la fabrication de parfum contenant du musc. L’ouvrage décrit une poudre parfumée fait de cassia, vétiver, patra, à part égale et d’une moitié de cardamone, renforcés par le musc (mṛga) et le camphre. Ces deux derniers produits jouent le rôle de fixateur de parfums, exaltant les flagrances végétales. À cette époque, le musc était un ingrédient significatif de la parfumerie indienne, utilisé avec le calambac, le costus, le cassia, le bois de santal, et le vétiver, entre-autres.
Durant les siècles suivants, on trouve plusieurs ouvrages contenant des formules de parfums destinés aux cours royales : le Mānasollāsa (en) encyclopédie écrite par un roi qui régnait dans l’actuel Inde du Sud au XIIe siècle, ou le Agnimahāpurānam, difficile à dater comme tous les Puranas.

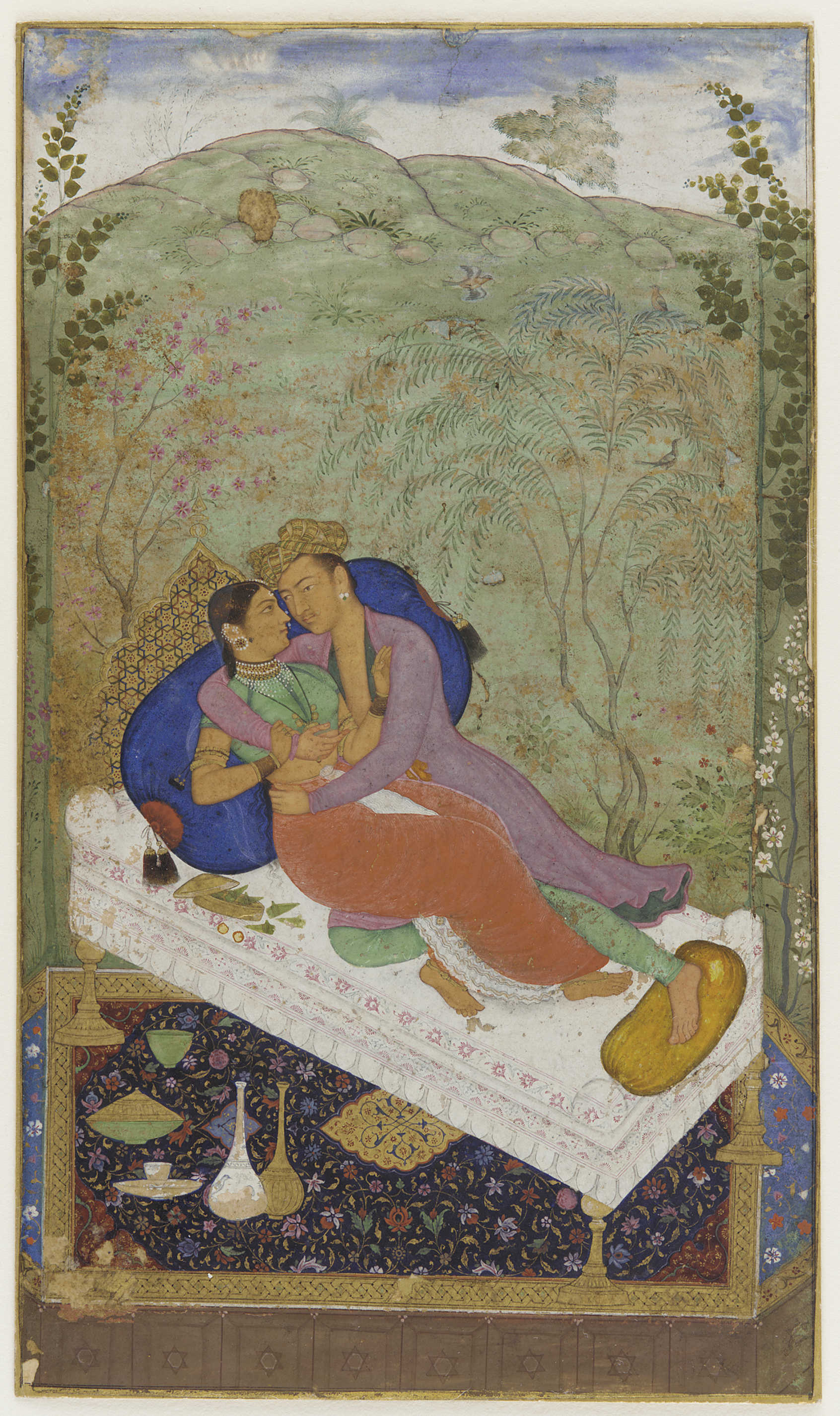
Couple d'amants, dans des effluves de santal et de musc (Empire moghol vers 1597)

La poésie sanscrite se plait à évoquer les parfums envoutants. Toutefois le bois de santal domine la cosmétique, le musc n’est encore que rarement évoqué. Le poète Bilhana (en) (XIe – XIIe siècle) du Cachemire, évoque dans les vers suivants sa bien-aimée
« Même maintenant, je me souviens d’elle étendue dans son lit, dans des effluves de parfums émanant d’une pommade de santal et de musc, ses yeux adorables...
Même maintenant, je me souviens d’elle durant nos ébats amoureux, léchant innocemment sa lèvre inférieure enduite de miel...ses membres teints d’un onguent de safran et musc, sa bouche chargée de camphre et bétel ».
Le musc est aussi utilisé dans le jaïnisme dans une poudre sacrificielle appelée Vasakshepa, composée de bois de santal, safran, camphre et musc.
Si le musc était largement utilisé en Inde au milieu du premier millénaire en parfumerie, il n’en est pas de même en médecine où il lui a fallu une longue période pour atteindre le large usage qu’il a de nos jours.
L’ouvrage médical le plus ancien mentionnant le musc est le Charaka Samhita (Dev. :चरक संहिता), un des deux textes fondateurs de la médecine ayurvédique, écrit en sanscrit, au début vraisemblablement de l’ère chrétienne. Parmi les multiples onguents donnés chapitre XVIII, l’huile de balâ (balataila) contient du musc (voir Caraka Samhita, traduction de Jean Papin, 2009, page 519). La recette complexe consiste très schématiquement à faire cuire de l’huile de sésame avec une décoction de balâ (Sida cordifolia Linn.), de gudûci (Tinospora cordifolia (en)) Miers) et râsnâ (Pluchea lanceolata, Oliver et Hiern.), faire réduire au dixième, avec 40 g de pâte de chacune des 41 substances suivantes : sati, sarala... ativisâ, musc kastûri, nalikâ (la corète potagère)... camphre karpûra, etc. « L’huile de balâ apaise la dyspnée, la toux, la fièvre, le hoquet, etc. C’est un excellent remède contre les maladies de l’air (vâtavyâdhi) » (Caraka).
Le musc a cessé d’être un ingrédient tout à fait marginal à partir des écrits médicaux de Vagbhata au VIIe  VIIIe siècle où il commence à être plus souvent cité.
Au XIVe siècle, le Nighantu (en) de Madanapâla, indique que le musc a une saveur piquante, forte et potentiellement chaude. Il favorise le sperme et atténue le kapha (phlegme) et le vâyu (vent). Il guérit des sensations de froid, celui qui a été empoisonné, qui vomit, qui souffre d’œdème et de mauvaise odeur corporelle.
Avec sa profusion de substances aromatiques indigène, l’Inde n’a jamais donné au musc l’importance qu’elle a attribué au santal, au calambac et aux fragrances florales.
Ce n’est qu’au XVIIe siècle que la popularité du musc fut bien établie. Le bijoutier Jean Chardin qui séjourna et voyagea en Perse et en Inde entre 1665 et 1680, relate dans son Journal du voyage en Perse et aux Indes orientales que :
« Le bon musc s’apporte du Tibet. Les Orientaux l’estiment plus que celui de la Chine, soit effectivement qu’il ait une odeur plus forte,& plus durable, soit que cela leur paroisse seulement, arrivant plus frais chez eux...
Les Indiens font cas de cette Drogue aromatique, tant pour l’usage, que pour la recherche que l’on en fait. Ils l’emploient en leurs parfums, en leurs épithemes & confections, & dans tout ce qu’ils ont accoutumé de préparer pour réveiller l’humeur amoureuse, & pour rétablir la vigueur. Les femmes s’en servent pour dissiper les vapeurs qui montent de la matrice au cerveau, en portant une vessie au nombril, & quand les vapeurs sont violentes & continuelles, elles prennent du Musc, hors de la vessie, l’enferme dans un petit linge simple, fait comme un petit sac,& l’applique dans la partie que la pudeur ne permet pas de nommer. » (Voyages, p.45).

## Le musc au Tibet
Situé dans l’aire de distribution du porte-musc alpin (Moschus chrysogaster) et du porte-musc de l'Himalaya (Moschus leucogaster), le Tibet a fourni le musc le plus célèbre de la tradition médiévale. Les sources textuelles sont cependant très limitées pour la période la plus ancienne.
Dans un manuscrit de Dunhuang datant  peut-être de l’époque où le site faisait partie de l’Empire tibétain (629-877), deux passages traitent de l’emploi du musc sur les blessures, d’une part pour stopper le saignement et d’autre part pour faire sécher une plaie gonflée.
La littérature bouddhiste post-impériale apporte plus d’information. Le musc fait partie des cinq odeurs (dri lṅa) utilisées dans les rituels du bouddhisme tibétain : le bois de santal blanc, le bois de santal rouge, le camphre, le safran et le musc.
L’ouvrage fondateur de la médecine tibétaine traditionnelle, le Gyushi (ou Quatre Tantras médicaux), considère le musc comme une substance suprêmement puissante : « il nettoie le poison, les vers, les reins, le foie et la peste ». Un commentaire de ce traité, le Baidûr snonpo, ajoute que le musc nettoie les désordres des yeux et des canaux, les maladies causées par les nâgas (serpents spirituels) et la rétention d’urine. Selon le Gyushi, le musc est remarquablement efficace pour traiter les morsures de serpents venimeux, comme on le trouve aussi dans les traditions chinoises, népalaise et islamiques. 
L’emploi le plus important du musc était probablement dans l’encens qui est utilisé à profusion dans les pratiques rituelles. L’encens tibétain est fait habituellement d’une pâte composée de feuilles de genévrier, de safran, de bois de santal, de calambac, le musc et d’autres ingrédients.

## Diffusion du musc par la Perse vers l’ouest

### La Perse
La Perse qui n’a jamais eu sur son territoire de chevrotains porte-musc sauvages, devait importer le musc de territoires plus à l’est.
Au IVe siècle, à l’époque Sassanide  (224-651), les Sogdiens, de langue iranienne comme eux, qui vivaient aux alentours de Samarcande et Boukhara, commerçaient le musc. Il est donc probable que le musc était connu des Perses sassanides. Le mot mušk en pehlevi (moyen perse) apparait dans de nombreux textes.
Dans le Livre des Rois (Shâhnâmeh), Ferdowsi donna au XIe siècle le récit fondateur de la culture iranienne, inspiré des mythes indo-iraniens comme l’Avesta et des mythes scythes et parthes. Djamshid, un roi civilisateur, incarne le roi idéal qui enseigna aux hommes l’art de faire des vêtements, de construire des bâtiments, de forger le fer, pour fabriquer des charrues mais aussi des armes, « puis il inventa les parfums que les hommes aiment respirer, comme le baume (bân), le camphre (kâfûr), le pur musc (muskh-i nâb), le calambac (‘ûd), l’ambre gris (‘anbar), l’eau de rose lumineuse (roshan gulâb) » (Le livre des Rois). Le camphre et le musc étaient inconnus dans l’Antiquité, l’huile de ben (bân) était produite au Moyen Orient et entrait souvent dans la composition de parfums ; l’eau de rose est le parfum le plus célèbre d’Iran alors que le calambac est dénommé par un terme arabe ‘ûd. Quand le poète veut chanter une très belle femme, il évoque toujours ses cheveux embaumant le musc : « son visage est plus beau que le soleil. Elle est de la tête aux pieds comme de l’ivoire, ses joues sont comme le paradis...Si tu vois la lune, c’est son visage ; si tu sens le musc, c’est le parfum de ses cheveux ». Et plus généralement, dans toute évocation de richesses inouïes, de gloire resplendissante, de puissance prodigieuse, sera présent le musc, l’or, et tout ce qui manifeste la puissance et la magnificence des grands Rois.
Des sources chinoises attestent de l’usage du musc par les Perses « quand ils font leurs dévotions, ils enduisent du musc mélangé avec des plantes oléagineuses sur leur barbe et en parsèment leur front, jusqu’aux oreilles et nez » (Jiu Tangshu). Depuis l’Antiquité, l’Avesta témoigne de l’usage de l’encens dans la liturgie zoroastrienne.

### Le Proche Orient
Les premières traces de musc au Proche Orient se situent avant saint Jérôme. Par exemple, un document commercial sur bois, provenant du Yémen, mentionne une transaction de musc, datée par la paléographie durant les trois premiers siècles.
Le musc est aussi mentionné dans les Talmuds de Babylone et de Jérusalem. Dans une discussion sur la bonne formulation des bénédictions, attribuée à Ras Hisda qui était actif entre 250 et 290 à Babylone, on trouve une mention du musc. À propos de l’encens, « on dit la formule Béni soit celui qui donne la bonne odeur aux bois de senteur, excepté pour le musc, pour lequel on dit Béni soit celui qui donne une bonne odeur aux épices ». Le mot utilisé (en un dialecte araméen) est un emprunt au persan mušk et non la forme mūr, utilisée en hébreu par la suite. La forme arabe ‘mskn est aussi un emprunt indépendant au persan, fait au IIIe siècle. Ces deux sources persane et arabe sont donc plus anciennes que la première mention connue du musc dans la littérature sanscrite, à savoir la période Gupta allant de 320 à 550.
Par contre tout mot référant au musc est absent de la littérature grecque et latine jusqu’à l’Antiquité tardive. L’excellente source grecque qu’est Le Périple de la mer Érythrée, donnant un grand nombre d’informations sur le commerce avec l’océan Indien, reste silencieux sur le musc. Il est de même remarquable que la collection de sources latines sur l’Inde de J. André et J. Filliozat, L’Inde vue de Rome : textes latins de l’Antiquité relatifs à l’Inde (1986) ne comporte aucune mention de musc. L’explication semble se trouver dans le fait que l’exploitation du musc en Inde n’avait pas commencé. Rappelons-nous que les premières occurrences de kastūrī, « musc » en sanscrit, datent de la période Gupta (320-550). Ce mot est un emprunt au grec castoréum, une substance odorante secrétée par les castors, qui était utilisée en médecine grecque.
Cosmas Indicopleustès, un Grec établi à Alexandrie du début du VIe siècle, fit des voyages commerciaux dans la mer Rouge et peut-être dans l’océan Indien. Dans la Topographie chrétienne, il indique que le musc (μόσχος moskhos) était une marchandise commerciale que les Indiens appellent dans leur dialecte kastouri καστοῦρι et qui est produit par un animal dont il donne une illustration. « Après l’avoir chassé et tué avec une flèche, ils attachent le nombril où le sang s’accumule, et le coupent. C’est cette partie aromatique que nous appelons moskhos μόσχος. Ils abandonnent le reste du corps ».
Le médecin grec Aétios d'Amida (vers 578) utilise le musc et le camphre dans une prescription du livre 16 de son Tetrabiblon. Il l’utilise aussi dans de nombreuses prescriptions gynécologiques. Dans le livre 1, le musc apparait dans une préparation de nard, un parfum utilisé dans les églises. Les attestations encore assez rares que l’on peut trouver à cette époque, indiquent que si le musc était connu, il était par contre peu commun ou peu cité en médecine. La première discussion détaillée du musc est le fait du médecin et astrologue byzantin Syméon Seth au XIe siècle. Ce texte écrit en grec, influencé par la littérature arabe sur le musc, indique que le meilleur musc vient du Tibet (toupat, Τουπατ).
Ainsi, de ces premiers textes en grec, latin, arabe et hébreu, on trouve toujours des termes dérivés du pehlevi mušk  plutôt que des termes indiens comme darpa et kastouri. 
On est donc en mesure de supposer que l’introduction du musc dans le monde gréco-romain ne s’est pas faite via le commerce maritime avec l’Inde, qui d'ailleurs déclinait sous la pression des Sassanides durant l’Antiquité tardive.
Si la diffusion du musc est passée par l’empire Sassanide, on peut se demander comment alors est-il arrivé chez les Sassanides. Trois voies sont possibles : la voie du commerce maritime avec l’Inde, ou les voies terrestres passant par la Bactriane ou par la Sogdiane. Il n’y a pas de données qui permettent de trancher. Peut-être d’ailleurs est-il parvenu simultanément en Perse par plusieurs voies.
Enfin dernier point, le musc a dû atteindre le monde arabe par les Sassanides. Plusieurs poètes arabes ont visité les cours des rois perses et des mots persans se retrouvent dans leurs poésies. La ville de Dārīn, située sur l’île de Tarout dans le golfe Persique, était célèbre pour ses importations de musc.

## Le musc dans le monde islamique médiéval
Le musc est la substance aromatique la plus prisée du Moyen-Orient médiéval que Mahomet a lui-même déclaré être la meilleure substance aromatique.
Rare et cher, cette substance exotique précieuse était auréolée de propriétés remarquables qui assuraient sa réputation de pouvoir imprégner les vêtements de senteurs animales puissantes, de produire des fumées dans les brûles parfum capables de donner une touche chaleureuse ou parfois solennelle à l’ambiance des réceptions, et d’avoir de multiples usages thérapeutiques et religieux.
Il est difficile d’identifier les usages des fumigations dans le premier siècle de l’Islam, mais à partir du califat abbasside, apparaissent de nouveaux produits aromatiques originaires de régions asiatiques plus à l'est, comme le musc (misk), le bois de santal (ṣandal), l’agalloche ou calambac (ʿūd), et le camphre (kāfur).

### Encens et onguents

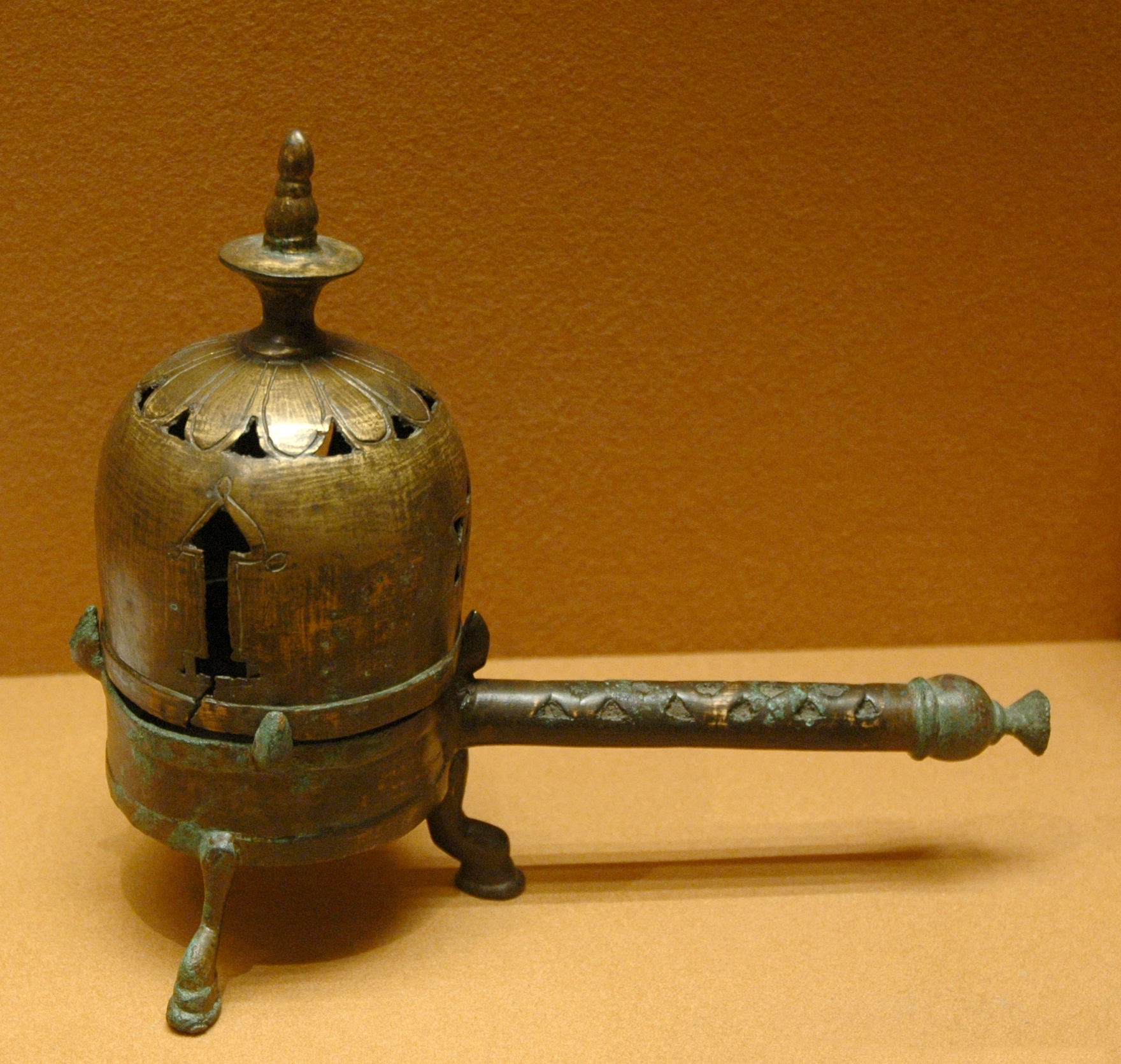
Brûle-parfum tripode (vers 700-900) Égypte

Les substances parfumées sont principalement utilisées pour fabriquer de l’encens et des onguents. L’encens de luxe, nommé le nadd, est composé de calambac, musc et ambre gris. À l’époque des Omeyyades, on brûle de l’encens dans des cassolettes près du calife en audience. Sous les Abbassides, la coutume était de parfumer les lieux de séjour, les salles de banquets et les salons en diverses circonstances réjouissantes. Une fois la résine ou le bois parfumé déposé sur les braises, on attend de la fumée odorante qui s’élève qu’elle parfume les vêtements et donne une impression de confort à ambiance.
La ghāliyah est un onguent aromatique noir, utilité par les hommes pour oindre leur barbe et cheveux. La ghāliyah utilisée par le calife était constituée de musc et d’ambre gris associé à de l’huile de ben de différents types de Moringa. C’était un produit de luxe très onéreux. Il existait aussi des onguents pour s’oindre le corps.
Les poudres parfumées (dharīrah, plur. dharā’ir) sont conçues pour être saupoudrée dans les vêtements. Dans sa forme classique, le dharīrah est fait de palmarosa (tiré du Cymbopogon martini) mais des formules plus complexes étaient courantes. Une ancienne formule réputée datant de l’époque sassanide, comprenait du calambac, du musc et de l’ambre gris.
Les eaux florales comme l’eau de rose étaient généralement obtenues par la distillation des pétales de fleurs dans de l’eau. Toutes ces substances parfumées sont très différentes des parfums modernes basés sur l’alcool.
Tout homme qui fréquentait la cour se devait d’exhaler des odeurs musquées puissantes. L’étiquette de la cour demandait que les courtisans et les compagnons soient parfumés de musc, d’encens, de ghāliyah et de poudres parfumées. Les vêtements devaient embaumer l’encens, les cheveux le musc et le camphre, et le corps devait émettre des effluves de calambac et de musc venant des poudres dharā’ir.
Toute réception importante comportait habituellement de jeunes chanteuses célèbres et du vin, certainement les attractions principales pour les hommes, mais aussi de la nourriture et des parfums puissants, selon le poète Al-Mutanabbi.
Au début de l’ère islamique, les femmes se parfumaient dans la sphère privée. Quand la femme allait voir son époux, elle devait se parfumer, même avec du musc. Le poète al-Mutanabbi laisse entendre que les femmes utilisaient régulièrement la ghāliyah, l’onguent pour la barbe, sauf pendant les périodes de deuil.

### Remède polyvalent

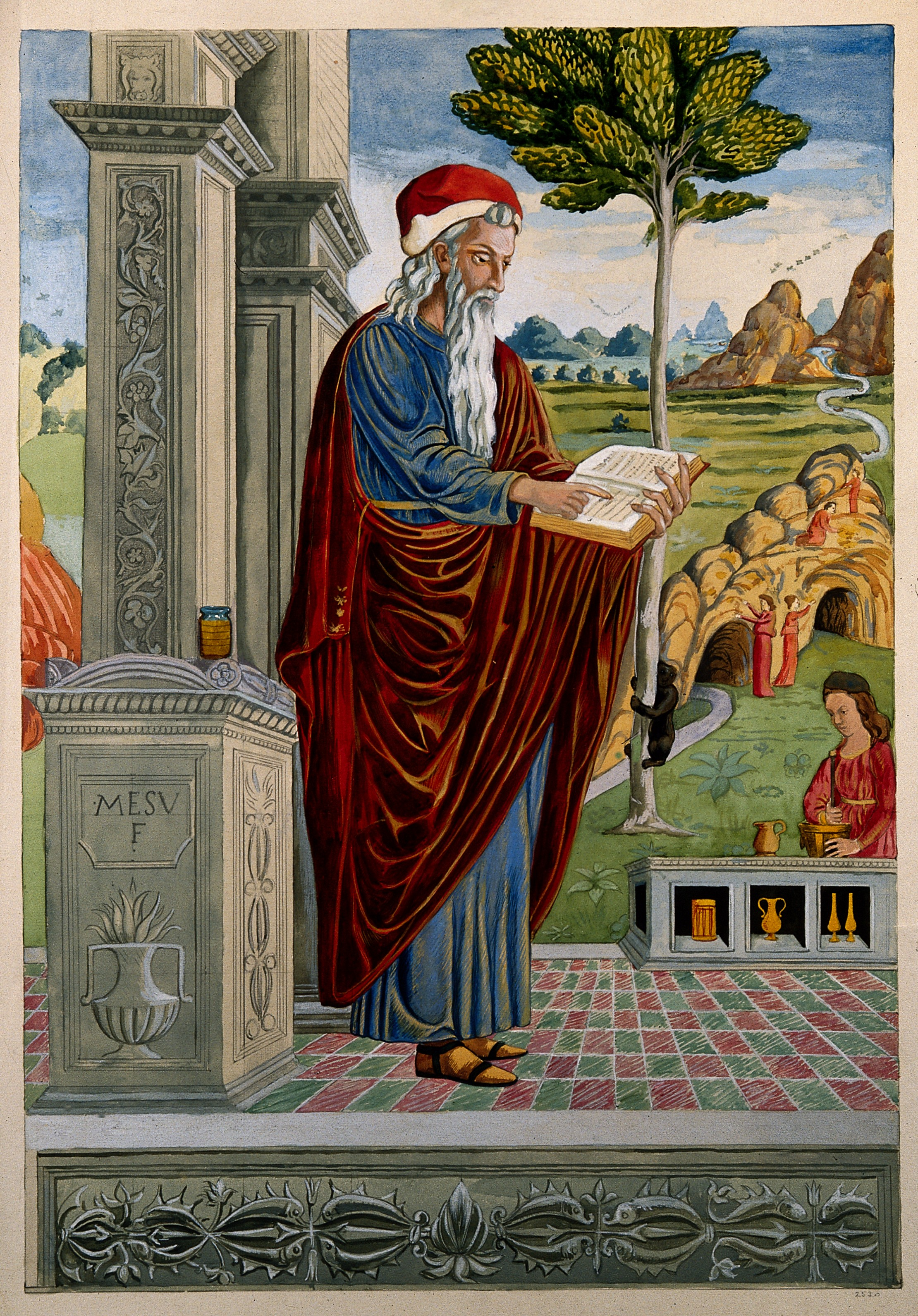
Ibn Masawaih médecin de quatre califes

Un des premiers médecins à avoir donné une information détaillée sur l’usage médicamenteux du musc est Yuhanna ibn Masawaih (777-857), dit Jean Mésué, un chrétien nestorien qui fut le médecin de quatre califes successifs. « Le musc est chaud, doux (latīf), pénétrant, bon pour le cœur et arrête les saignements quand il est mis dans une blessure. C’est un substitut du castoréum (jundbādastar) parce que c’est la chose la plus proche de lui ». Les indications se comprennent dans le cadre de la médecine des humeurs héritée de la médecine grecque.
La première pharmacopée persane qui fut écrite par Abu Mansur Muvaffak Harawi (Xe siècle) illustre bien la démarche humorale : « Le musc est chaud et sec au troisième degré. Il provoque rapidement des maux de tête à ceux qui sont de nature chaude. Utilisé contre les maux de tête froids, il les soulage. Il renforce le cœur et les organes. Utilisé dans le nez avec du safran et du camphre, il chasse les maux de tête provoqués par le froid et l’humidité... ».
À cette même époque, le médecin de l’Espagne musulmane, Ibn Juljul (Ibn Gulgul) (944-994), écrit un supplément à la Materia medica de Dioscoride où figurent les premières définitions répertoriées pour le musc, le camphre et l’ambre gris, trois substances aromatiques qui étaient à leur apogée en Al-Andalus.
Un grand nombre de remèdes composés comportent du musc. Cette substance est réputée pour ses propriétés stimulantes et pour son aptitude à guérir les maux venant du froid et de l’humidité. Elle a des affinités pour le cœur et peut renforcer les organes affaiblis. C’est aussi une drogue pour les yeux et les problèmes gynécologique. Comme en Chine, au Tibet et au Népal, le musc est efficace contre les piqures de serpents.
Le musc est additionné aux aliments et aux boissons afin d’étendre son impact médical.  Additionné dans le vin, il sert à sa conservation, à éviter qu’il aigrisse. L’odeur du vin est souvent associée à celle du musc, comme dans le Coran 83 :25-26 où à propos des vertueux, il est dit « on lira sur leur visage l’éclat de la félicité et on leur servira à boire un vin cacheté laissant un arrière-goût de musc ».
Les fumigations avaient le rôle prophylactique de purifier l’air. Si l’air est froid, il faut le parfumer avec le nadd, (composé d’encens, ambre et musc), du bois d’agalloche, des épices, etc. Si l’air est sec et putride, il faut le purifier en brûlant du tamaris ou de l’encens.

### Religion musulmane
Un aspect important de la civilisation islamique est l’association du musc avec le sacré, sans que l’encens musqué soit entré dans les rituels.

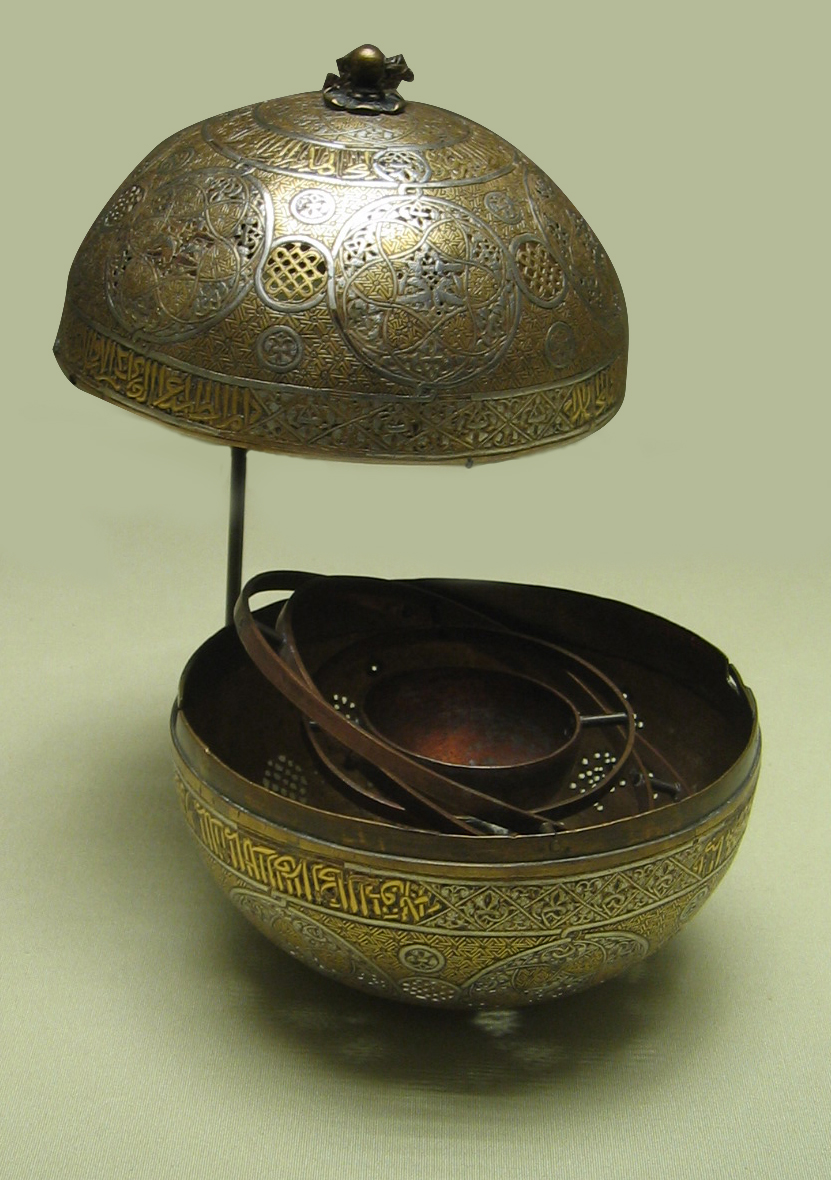
Brûle-parfum ou escaufaille, Syrie fin du -début du XIVe siècle

Dans les cultures pré-islamiques du Moyen Orient, le Judaïsme, le Christianisme et le Zoroastrisme ont utilisé dans leurs rituels les substances aromatiques arabes comme l’encens résineux (tiré d’arbres du genre Boswellia) et la myrrhe (gomme-résine tirée d’arbre du genre Commiphora). Les Arabes pré-islamiques ont aussi utilisé ces résines dans leur encens mais sous le califat abbasside, ils découvrent de nouvelles senteurs puissantes extrême-orientales comme le musc, le santal, et le camphre. Désormais en islam, le musc, l’ambre gris et le calambac détrônent l’encens résineux et la myrrhe de leur prestige.
Dans le christianisme des premiers siècles, l’âme est associée aux odeurs. Pour l’apôtre Paul, les croyants possèdent une bonne odeur pour Dieu - une odeur de vie - alors que les incroyants ont une odeur de mort. En syriaque comme en arabe, les mots pour esprit (rūh) et odeur (rīh) ont la même racine, ce qui contribue à l’association des bonnes odeurs au sacré. L’islam a hérité du penchant du christianisme syriaque à associer les parfums à l’Esprit Saint (rūh).
L’encens résineux qui était abondamment utilisé dans les rituels païens à l’époque pré-islamique va être détrôné par le musc avec la montée de l’Islam.
Le rôle du musc commence avec Mahomet lui-même : « Le Prophète, paix à lui et à sa famille, se parfumait souvent avec le musc et d’autres variétés d’aromatiques ». Plusieurs Hadîth indiquent que Mahomet s’enduisait de musc et le considérait comme le meilleur des parfums.
Avant de faire la circumambulation autour de la Kaaba, Mahomet entre dans l’état de pureté rituelle (ihrām) grâce à sa troisième épouse Aïcha qui le parfume de musc (Nasā’ī 5.106). Le fait d’utiliser le musc dans l’état de pureté rituelle a sacralisé cette substance.
Quoique des musulmans pieux aient pu s’inquiéter du luxe associé aux parfums très coûteux, leurs usages continua et la Kaaba elle-même en était parfumée. Une composition particulière de l’encens nadd était brûlée dans la Kaaba et à la mosquée du Dôme du Rocher de Jérusalem. La formule qui viendrait de la mère du calife abbasside Al-Muqtadir (895-932) est inhabituelle puisqu’elle ne comporte que du musc et de l’ambre gris.
Hormis ce cas particulier, l’encens (musqué ou non) n'entre pas dans les rituels, contrairement au christianisme, où la fumigation par un encensoir balancé par un thuriféraire fait partie de la liturgie chrétienne.
L’association du musc avec le sacré s’exprime aussi dans l’exemple suivant. En Islam, les parfums attirent les anges et repoussent les démons. À la fin du monde, Allah enverra un vent qui aura l’odeur du musc et le toucher de la soie. Il tuera tous ceux ayant la foi pour les épargner de la terreur de l’heure.

## Le musc en Europe
Les auteurs des textes médicaux de l'Antiquité gréco-romaine, dont Dioscoride, Pline et Galien, ne mentionnent pas le musc,. En effet sa source ne se trouvant pas en Europe ni au Moyen-Orient, mais dans un Orient encore plus lointain, quand il atteint le Proche-Orient, l’Empire romain d’Occident était déjà en déclin.
Après l’effondrement de l’Empire romain en Occident, au cours du Ve siècle, la culture antique se perpétue en Europe orientale dans l’Empire byzantin, tandis qu’à l’Ouest des pans entiers du savoir scientifique gréco-romain disparaissent. Le haut Moyen Âge en Europe occidentale est marqué par une indéniable régression culturelle (G. Minois, 2015). Le contraste est saisissant si on le compare à la Chine où à cette époque la civilisation chinoise connaît un véritable âge d’or. La Chine  qui s’est unifiée sous la dynastie Tang (VIIe – Xe siècle), se développe rapidement grâce au dynamisme de ses échanges à longue distance.
À partir du XIIe siècle, l’Europe occidentale redécouvre la science gréco-romaine enrichie par la riche culture arabo-musulmane des Xe – XIIe siècle. Et alors, comme en Chine et au Moyen-Orient, le musc va être l’affaire des apothicaires et des parfumeurs.

### Usages dans les pharmacopées

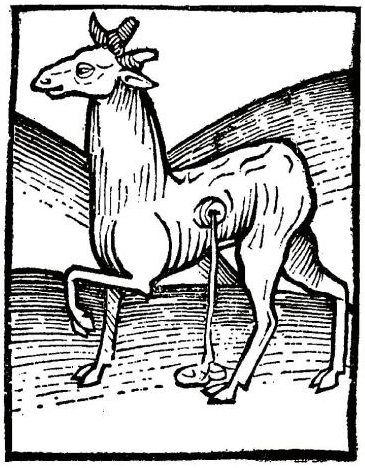
Gravure médiévale de 1490 représentant la récupération du musc sur un chevrotain porte-musc.

Après la mention du muscus par saint Jérôme, il faut attendre le texte médical du XIIe siècle, « De simplicibus medicinis » (Des médicaments simples attribué à Matthaeus Platearius) pour avoir un ouvrage décrivant l’origine, l’aspect, le stockage et l’utilisation médicale du musc. D’après une traduction manuscrite du XIIIe siècle, le musc est une substance médicinale chaude et sèche au second degré. C’est une humeur provenant d’une glande d’un animal vivant en Inde (Indes orientales) ; le musc « détrempé en vin » s’utilise contre la faiblesse, la pâmoison et la douleur au ventre (& 751), et « Contra la feblece del cervel. Faites le musc odorer es narines » (&752). Le manuscrit latin a été abondamment recopié puis imprimé au XVe – XVIe siècle. Le livre a été traduit en français à plusieurs reprises (préface du Livre des Simples). Tout bon apothicaire se devait d'en avoir un exemplaire. 
Sous Louis XIV, les médecins accordent une haute importance aux arômes et parfums puissants parce que leurs effluves possèdent la faculté singulière de pénétrer le corps en profondeur. Les cucuphes sont des bonnets médicamenteux qui selon les moyens de chacun sont garnis d’aromates (marjolaine, romarin, lavande, sauge, etc.) auxquels on ajoute de l’encens, du benjoin, de la muscade, du musc ou de l’ambre, le tout broyé. Portés la nuit ou, le jour, sous un chapeau, ils sont, très salutaires aux vieillards, sensibles au froid, sujets aux vertiges, aux catarrhes, aux pertes de mémoire et « autres incommodités de la vieillesse » (Formules de médecine, 1698).  Le même ouvrage de médecine, propose un électuaire analeptique  ou stimulant pour vieillard, fait de gingembre confit, ambre, musc, etc. Nicolas Lémery l’apothicaire très réputé pour ses analyses chimiques, propose plusieurs trochisques (cachets) odorants mêlant le bois d’aloès, l’ambre gris et le musc (additionné au besoin de camphre, de cannelle et de girofle pour parfumer), liés par une gomme adragante. Ils fortifient le cerveau, le cœur, le foie et rétablissent les forces.
Au XIXe siècle, deux sortes de muscs sont distingués selon leur provenance et aspect : le musc tonquin (venant du Tonkin, une dépendance de la Chine) et le musc kebardin (venant du Tibet, par le Bengale) qui se reconnaissent par la couleur des poils couvrant les poches glandulaires, roux pour le tonquin, argenté pour le kebardin et d’une odeur puissante pour le premier et moins forte pour le second. Les muscs sont le plus souvent employés sous forme de teinture (à l’éther sulfurique). Jusqu'à XXe siècle, le musc s'est vu attribuer un effet revigorant, tonique, antispasmodique et même aphrodisiaque.
Le musc resta longtemps dans la pharmacopée bien que celle-ci se renouvela profondément en cherchant à purifier la matière médicale par des traitements « chymiques », ce qui aboutit au remplacement des matières médicales brutes, végétales et animales, par les principes actifs (comme le passage du quinquina à la quinine).
Actuellement, le musc ne fait pas partie de la Pharmacopée européenne 10.3. L’ouvrage de référence de pharmacognosie de Jean Bruneton ne signale pas non plus le musc. L’ansm ne donne son avis que sur « Moschus pour préparations homéopathiques » dans la Pharmacopée française de 1989.
Le musc ne fait plus partie des matières médicales, mais est toujours une matière première utilisée en parfumerie.
Par contre le musc a toujours beaucoup de succès dans les médecines traditionnelles de l’Inde, de Chine et du Japon. Cette consommation médicinale absorbait dans les années 1990, environ 95 % de la production totale de musc.

### Usages en parfumerie et cosmétique

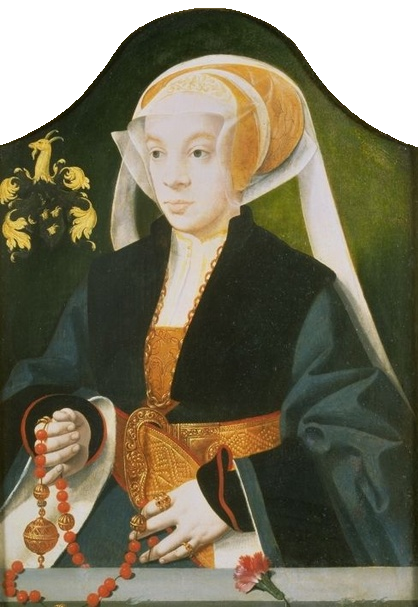
Portrait de femme avec pomme de senteur (vers 1547)

Au XVIe siècle, les apothicaires de langue allemande comme Hieronymus Brunschwig (Liber de arte distillandi de simplicibus) et Conrad Gesner, en mettant au point des techniques de distillation des matières médicales, ont une influence profonde sur la pratique de laboratoire de leurs confrères des siècles suivants. En Italie, les humanistes élargissent le champ d’application de la distillation à la parfumerie et la cosmétique. Girolamo Ruscelli et Della Porta donnent les techniques de distillation des fleurs, permettant de produire des eaux florales (eau de rose, eau de fleur d’orangée, etc.) et des huiles essentielles.
Lorsque Catherine de Médicis vient en France épouser le futur roi Henri II, elle amène d’Italie son parfumeur René Bianchi, dit Le Florentin. Ses parfums reçoivent un succès immédiat et la mode des produits parfumés se répand. Les parfums forts et capiteux comme le musc, l’ambre gris et le jasmin, pour dissimuler les effluves peu flatteuses des corps mal lavés, sont les plus demandés. La pomme de senteur portée au cou, à la ceinture ou tenue à la main, contenant des parfums rares et couteux comme le musc, l’ambre gris ou la civette, a la même fonction. À partir de François Ier, les gantiers ayant appris la méthode orientale de purger les peaux dans des bains de senteurs, les gantiers-parfumeurs concurrencent progressivement les apothicaires. Sous Henri III, les mignons du roi prennent l’habitude de porter des gants de nuit trempés dans un mélange composé de malvoisie, musc, ambre gris, civette et benjoin.
Sous Louis XIV, l’ouvrage Le Parfumeur de Simon Barbe donne « toutes sortes de composition de parfums...Pour le divertissement de la noblesse, l’utilité des personnes religieuses & nécessaire aux baigneurs et perruquiers ». Il donne des compositions de musc, ambre, civette, eaux de senteurs et d’essences douces pour parfumer les gants. Il décrit quantité de produits cosmétiques, savonnettes, poudres pour les cheveux, lait virginal, pommades parfumées aux fleurs, toutes composées avec soin pour être approprié à leur fonction. Pour les parfums pour la bouche, « l’Ambre est singulier pour l’estomac, le Musc en quantité n’est pas bon pour la bouche, ainsi le moins que l’on en met dans les compositions est toujours le mieux & jamais de Civette, elle ne vaut rien à la bouche ».
Jean-Louis Fargeon le parfumeur de Marie-Antoinette puis de Napoléon, utilise encore le musc par agrémenter ses produits cosmétiques, comme le lait virginal pour embellir le teint (eau-de-vie, benjoin, cannelle, etc.) auquel il ajoute quelques petits morceaux de vessie de musc à l’odeur plus agréable. Il fabrique aussi des savonnettes de Bologne bien parfumées agrémentées d’essence de néroli, de fleurs d’oranger et de musc.
À la fin du XVIIIe siècle, les progrès de la chimie dépouillent peu à peu les aromates et baumes odoriférants de leurs propriétés prophylactiques et les techniques de distillation permettent d’élaborer des senteurs plus subtiles. Cette évolution annonce l’autonomie de la parfumerie. Les parfumeurs vont maintenant avant toute chose chercher à flatter la sensualité de l’odorat et non plus à protéger des maladies ou à camoufler les relents nauséabonds. Les parfums musqués évoquent trop les odeurs corporelles fortes que l’hygiène moderne cherche à oblitérer. Le musc, la senteur animale la plus forte perdit la faveur qu’elle eut durant des siècles auprès des princes, et fut simplement maintenue en parfumerie féminine en raison de son pouvoir stabilisateur des fragrances végétales ou synthétiques plus subtiles.

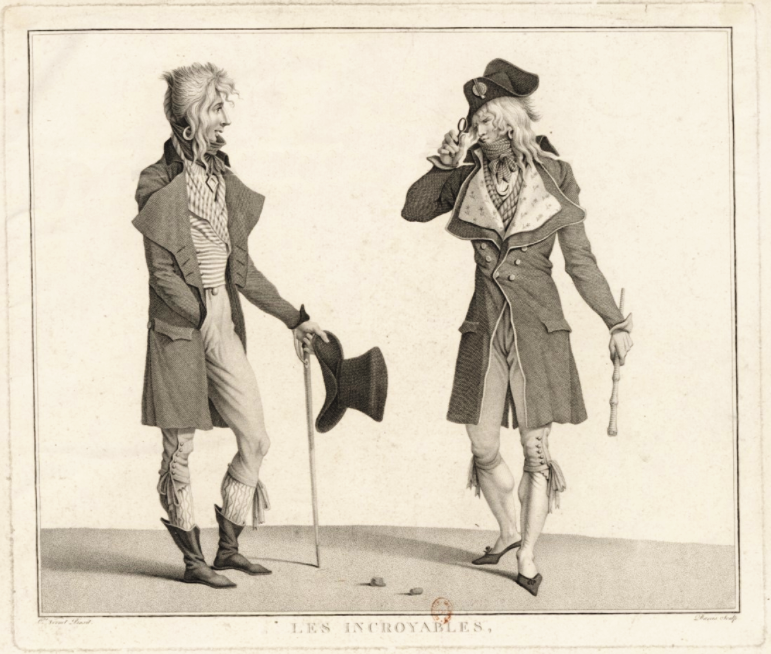
Après les excès de la Terreur, les Muscadins, Incroyables et Merveilleuses marquent un nouveau courant de mode sous le Directoire (1795-1799)

C’est sur la base de cette nouvelle mode que le personnage de Muscadin est apparu dans la fiction et au théâtre, tirant son non des « muscadins », ces pastilles de bouche composées de sucre, de musc et d’ambre, dont on se servait pour adoucir l’haleine et pour « se réjouir le cœur ». Par extension, on a aussi nommé « muscadin » les individus qui faisaient un usage excessif des parfums musqués et prenaient grand soin de leur apparence physique. Par la suite, sous la Révolution, le terme prend un sens politique. À Lyon, il désigne de manière spécifique un groupe politique antijacobin. « Muscadin » devint une insulte lancée par le peuple à des bourgeois lyonnais trop bien mis, trop propres, trop parfumés pour une période de famine. À Paris, pour le parti jacobin, le muscadin est l’antirévolutionnaire, le lâche efféminé fuyant les combats. Les odeurs musquées vont être associées aux frasques de l’Ancien régime.
Après que Vasco de Gama eut ouvert la voie maritime des Indes en 1498, les Portugais, Espagnols, Hollandais, Anglais et les Français s’engouffrèrent dans sur cette nouvelle route pour faire le commerce des épices mais aussi de produits chers comme le musc.
Le musc Tonkin (ou Tonquin), expédié de Shangaï, voyageait dans des boîtes de manufactures chinoises, en bois ou en plomb, joliment décorées et doublées d'une feuille de ce métal. Chacune des poches étaient enveloppées d'étain, de papier de riz ou de papier glacé semi-transparent. Le commerce du musc fut très florissant jusqu’au début du XXe siècle. Lorsque le commerce du musc a atteint son apogée au début du XXe siècle, environ 50 000 animaux étaient tués chaque année, pour obtenir approximativement 1 400 kg de musc . À la fin des années 1970, alors que l'espèce commençait à devenir rare, le musc a atteint des prix très élevés, plus de trois fois son poids en or.
En 1993, la parfumerie française en a consommé quelques dizaines de kilos.
La muscone, composant essentiel du musc, fut isolée de la substance naturelle en 1906 par un chimiste allemand, Heinrich J. J. Walbaum. Mais ce n'est qu'en 1926 que Lavoslav Ružička élucida sa structure moléculaire, lui donna son nom chimique correct, la 3-méthyl-cyclopentadécanone. Les muscs synthétiques vont peu à peu s'imposer, d'abord les muscs nitrés un temps avant d'être abandonnés au profit des muscs polycyclques et macrocycliques.